# Pętkowice (Sainte-Croix)
Pour les articles homonymes, voir Pętkowice.
Pętkowice est une localité polonaise de la gmina de Bałtów, située dans le powiat d'Ostrowiec en voïvodie de Sainte-Croix.